# Thormora jukesii
Thormora jukesii är en ringmaskart som beskrevs av Baird 1865. Thormora jukesii ingår i släktet Thormora och familjen Polynoidae.
Artens utbredningsområde är Röda havet. Inga underarter finns listade i Catalogue of Life.